# Egyptische hiërogliefen

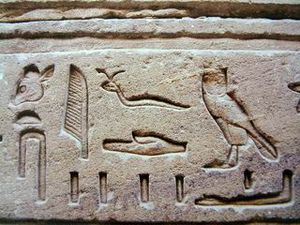
Egyptische hiërogliefen in steen

Egyptische hiërogliefen (Oudgrieks: hieros - "heilig", glyphoi - "groeven") vormen het schrift van het oude Egypte. Door de Egyptenaren zelf werden ze Medu Netjer of "Goddelijke Woorden" genoemd, hetgeen verwijst naar de overlevering dat de god Thoth ooit het schrift aan de Egyptenaren gaf. Het schrift is rond 3100 v.Chr. ontstaan en werd tot aan het eind van de Oud-Egyptische beschaving gebruikt, waarna het langzaamaan vervangen werd door het Grieks en het Koptisch, en nog later het Arabisch.

## De hiërogliefen

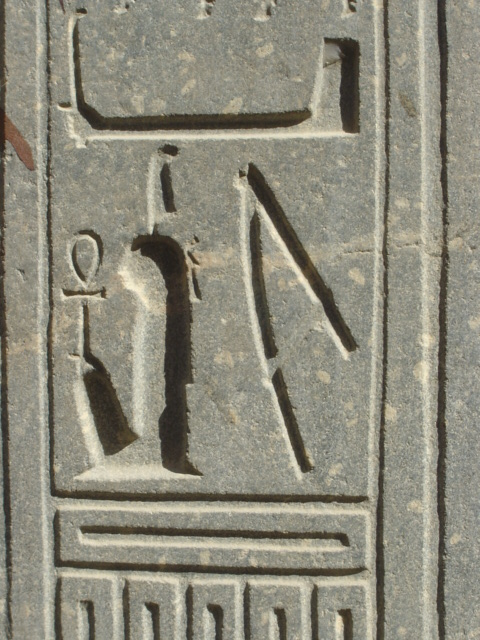
Hiëroglief van Maät met een ankh

De Egyptische hiërogliefen bestaan uit een mengeling van klanktekens, pictogrammen, en ideogrammen, waar nog determinerende tekens bij komen, die complete zinnen of tekstgedeelten een geheel andere wending kunnen geven. Ze werden alleen geschreven door ambtenaren (schrijvers) die hiervoor een langdurige en zware opleiding kregen. Door de combinatie van deze vier verschillende mogelijke functies van een hiëroglief, bleek, nadat de kennis van het hiërogliefenschrift verloren was gegaan, de ontcijfering ervan een bijzonder lastige opgave. 
De vroegste hiërogliefen werden aangetroffen op de wanden van grafkelders van de eerste koningen, zoals de koning Narmer en Hor-Aha. Daar vinden we ze als labels en op gebruiksvoorwerpen zoals kruiken. Hier bestaan de hiërogliefen veelal uit losse tekens (fonogrammen) die klanken weergeven en uit determinatieven. 
Aan het einde van de Predynastische periode (omstreeks 3100 v.Chr.) ontwikkelden Egyptische schrijvers een methode om behalve directe afbeeldingen van een bedoeld concreet begrip ook meer abstracte begrippen weer te geven. Dit betrof in feite het principe van een rebus.

### Eenconsonantentekens
Deze beperkte groep alfabetische beeldschrifttekens is te vergelijken met het Hebreeuwse of Arabische alfabet. Net zoals de Semitische talen heeft het Egyptische hiërogliefenschrift geen klinkers. Het heeft wel halfmedeklinkers zoals een w, een y en een allef, die oorspronkelijk een glottisslag voorstelt. De taal heeft ook twee soorten t's en d's, omdat het emfatische medeklinkers heeft zoals in andere Afro-Aziatische talen.
Een voorbeeld van een eenconsonantenteken is de letter r, die wordt voorgesteld door een mondje. Ditzelfde teken kan echter ook als letterlijk beeldteken gebruikt worden en 'mond' (ro) betekenen, maar dan wordt het meestal vergezeld door een verticale streep: |. Deze streep (ideogramstreep) geeft aan dat het hier niet om een r als fonogram gaat, maar om een r als ideogram, een teken dat een algemene indruk van het gehele woord geeft. Zo kunnen meerdere tekens worden gebruikt binnen het systeem.
Transliteratie

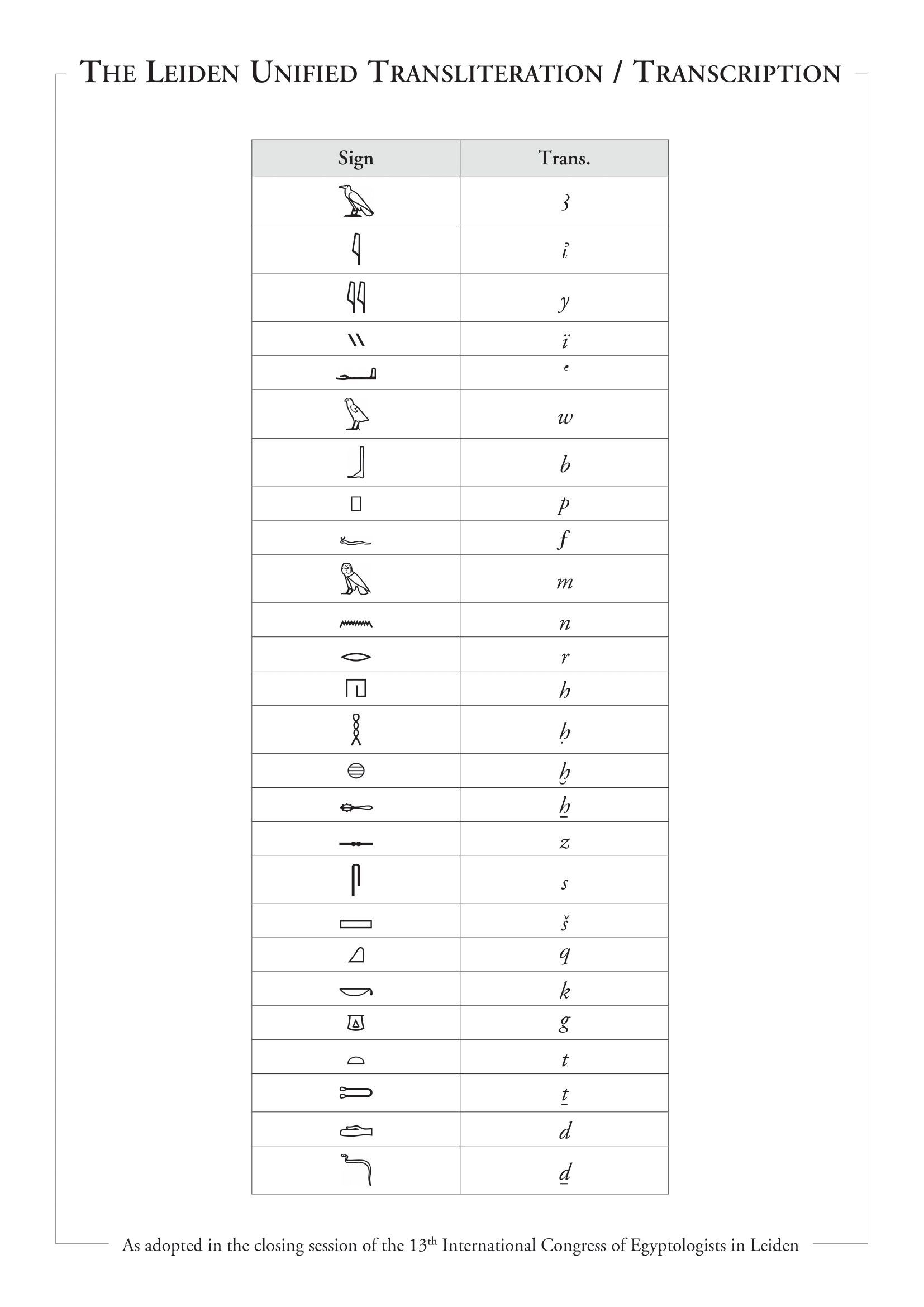
Transliteratie van de eenconsonantentekens

Bij een vertaling van een Egyptische hiërogliefentekst wordt altijd gebruik gemaakt van een klankweergave van de Egyptische woorden. Deze weergave wordt transliteratie genoemd en wordt geschreven met een apart lettertype. Voor het lezen en maken van digitale documenten met getranslitereerde Egyptische teksten is daarom installatie van dit aparte transliteratie-lettertype nodig. 
Sinds begin jaren 90 zijn er voor tekstverwerkers twee lettertypen beschikbaar om transliteratie te genereren: Translit CG_Times  (van de Leidse Universiteit) en Transliteration (van CCER van de Universiteit Utrecht). U kunt de in september 2023 bijgewerkte nieuwste versie van Translit CG_Times downloaden op de hierogliefenschriftpagina op www.egyptologie.nl
Sinds het begin van de egyptologie in 1822 zijn er vele verschillende manier van translitereren gehanteerd door egyptologen. Een opvallend gegeven is dat er tot 2023 geen consensus over heeft bestaan binnen het vakgebied. Tijdens het 13e International Congress of Egyptologists (ICE13) dat in augustus 2023 heeft plaatsgevonden in Leiden, is eindelijk een gestandaardiseerde transliteratie van de Oud-Egyptische taal tot stand gekomen. De Leiden Unified Transliteration/Transcription is door de leden van de International Association of Egyptologists (IAE) geaccepteerd als de nieuwe standaard in de transliteratie van de Oud-Egyptische taal.
Onderstaande tabel laat het Egyptische "Alfabet"  zien van 24 eenconsonanten tekens.
De goede transliteratie kan zonder installatie van het eerder genoemde aparte lettertype niet goed in de tabel hieronder worden weergegeven. Daarom is gekozen voor letters die deze transliteratie zo goed mogelijk benaderen. De juiste weergave van de transliteratie ziet u in de afbeelding bij deze paragraaf.
| A |

| A |

| i |

| i |

| M17 | M17 |

| M17 | M17 |

| y |

| y |

| a |

| a |

| w |

| w |

| b |

| b |

| p |

| p |

| f |

| f |

|  |

|  |

|  |

|  |

|  |

|  |

|  |

|  |

| n |

| n |

| r |

| r |

| h |

| h |

| H |

| H |

| x |

| x |

| F32 |

| F32 |

| O34 |

| O34 |

| S29 |

| S29 |

| S |

| S |

| N29 |

| N29 |

| k |

| k |

| g |

| g |

| t |

| t |

| T |

| T |

| d |

| d |

| D |

| D |

### Twee-, drie- en vierconsonantentekens
Hoewel er dus al heel vroeg eenconsonantentekens waren, werd het schrift nooit een alfabetisch systeem, omdat er ook veel tekens in gebruik bleven die twee, drie of meer medeklinkers tegelijk voorstelden. Zo werd een tafeltje met een broodje erop gebruikt voor de combinatie htp. Als ideogram (met een ideogramstreep | ) betekent het 'altaar', maar deze groep medeklinkers kwam ook voor in een aantal woorden die 'offer', 'tevreden' of 'vrede' betekenden. In het laatste geval werd er een determinatief in de vorm van een papyrusrol toegevoegd, die aangaf dat het hier om een overdrachtelijke betekenis ging. Al met al waren er honderden tekens.

### Latere vormen
Al vanaf het Oude Rijk werd er in het hiëratisch schrift, een cursieve vorm van de hiërogliefen, geschreven. Hiërogliefen werden alleen op monumenten geschreven, het cursieve hiëratische schrift werd gebruikt op papyrus. De hiërogliefen waren meestal complexe afbeeldingen, die in het hiëratisch gereduceerd werden tot snelle penseelstreken voor het schrijven van dagelijkse administratieve documenten.
Vanuit het hiëratisch schrift kwam in de Late Tijd het demotisch tot ontwikkeling. Dit schrift werd eveneens vooral gebruikt op papyri en in administratieve documenten.

## Ontstaan en verloop
Het schrift als zodanig werd aan het eind van het 4e millennium v.Chr. in Mesopotamië ontwikkeld. Intussen was er ook reeds een schrift in gebruik in de Indusbeschaving. Het ging om pictogrammen die zich ontwikkelden tot abstracte spijkertekens.

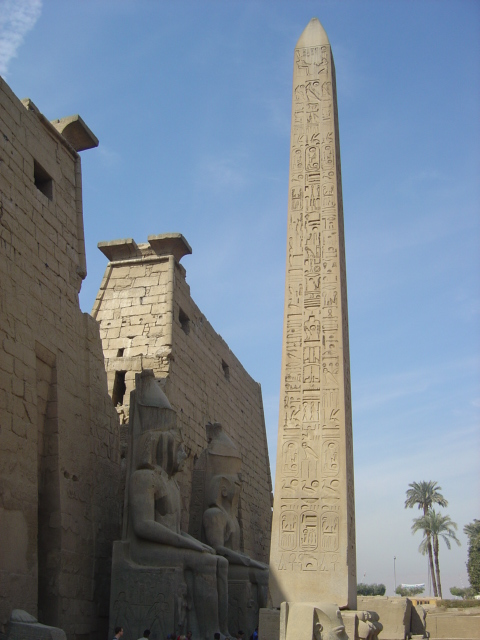
Obelisk in Luxor met hiërogliefen

Onder Mesopotamische invloed werden ook in Egypte vergelijkbare systemen gebruikt, vooral om handelstransacties te administreren. De hiërogliefen, zoals deze pictogrammen genoemd worden, zijn niet allemaal tegelijk ontstaan. De oudste tekens ervan dateren van ca. 3100 v.Chr. Het gaat dan om erg korte afdrukken van zegels of opschriften op aardewerk of kleine tafeltjes uit been of ivoor. Dit zijn vooral namen van herkomst van producten of namen van personen en plaatsen. Ook zegels van ambtenaren werden geïdentificeerd door middel van dergelijke tekens.
Uit de periode 3050-3000 v.Chr. dateren de eerste bewijzen dat het schrift fonetisch werd gebruikt (er werden klanken bij de beeldjes geassocieerd). Dat gebeurde bij de eenmaking van Beneden- en Boven-Egypte. De goddelijke koning onder wiens gezag dit plaats had wordt als Horus aangeduid. We vinden de eerste referentieteksten van die tijd onder het bewind van Ka.
Omdat het geen abstract schrift is had men steeds meer tekens nodig. In het Middenrijk waren er al een zevenhonderdtal in gebruik. Dit aantal nam in de periode van de Ptolemaeën toe tot ruim 7000.
Men ging dus meer en meer van dergelijke tekens gebruiken, horizontaal of verticaal dicht op elkaar gepakt en gerangschikt met tekens van gelijke grootte. Anders werden ze ook in vierkanten gepast en zo in groepjes bijeengezet. Meestal zijn ze van rechts naar links te lezen, maar het kan ook andersom. Ze werden ofwel in steen gehakt of gesneden, ofwel met een rietpen op papyrus geschreven. Later werden ze ook met een penseel in waterverf gedoopt op kalkwanden aangebracht.
In 394 werd voor zover bekend het allerlaatste opschrift in hiërogliefen gemaakt. Het staat op de Poort van Hadrianus in Philae.

## Gebruik

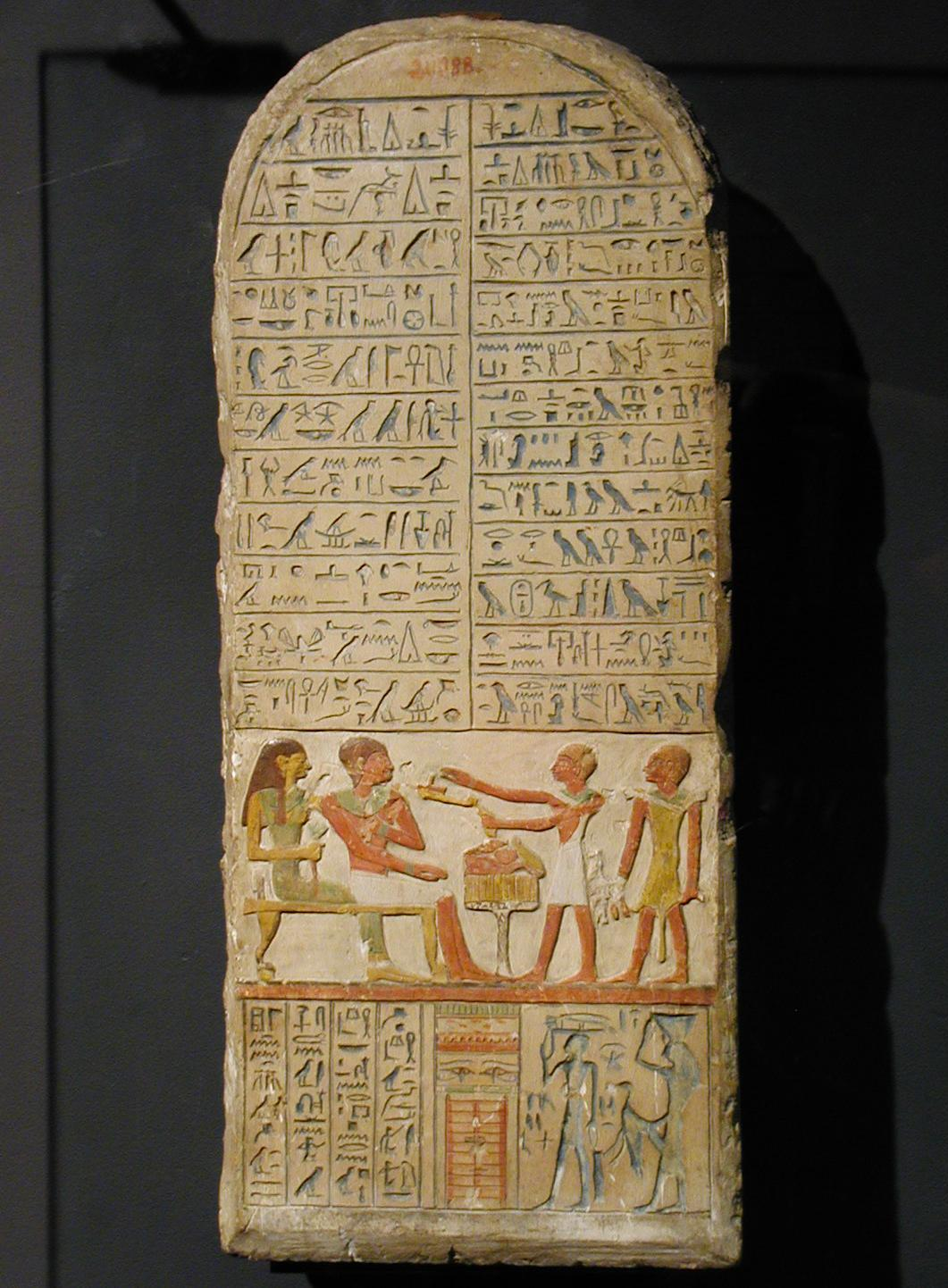
Een stèle met diverse schrijfrichtingen. De bovenste kolom: de tekens aan de linkerkant dienen van rechts naar links gelezen te worden en de rechterkant van links naar rechts.

Het schrijven van de hiërogliefen was niet eenvoudig en werd slechts uitgevoerd door hoog opgeleide ambtenaren en schrijvers. De bedoeling was dat de tekens in symmetrie stonden en dat deze op artistieke wijze verschillend konden worden gelezen. Hoewel het schrift oorspronkelijk zoals in de piramideteksten van boven naar beneden werd geschreven, kon het later op papyrus ook van rechts naar links of van links naar rechts worden gelezen.
Het hiërogliefenschrift was complex en het in steen uitbeitelen van de tekens tijdrovend. Het was dan ook niet geschikt voor dagelijks gebruik maar werd vooral voor inscripties op monumenten gebruikt.
Het hiërogliefenschrift had ook een spirituele functie. Men geloofde dat wat men opschreef ook op magische wijze tot leven gewekt kon worden of dat men door het weghakken van iemands naam die persoon het bestaan kon ontnemen. Tijdens het Nieuwe Rijk, gedurende de regering van Amenhotep IV 'Achnaton', werd een religieuze revolutie in gang gezet, waarbij Achnaton opriep tot het aanbidden van slechts één god, Aton. Nadat opeenvolgende farao's de oude religie in ere hadden hersteld, werd Achnatons naam weggehakt uit de monumenten zodat de herinnering aan hem snel verloren zou gaan en deze ketterse farao geen deel zou blijven uitmaken van de Egyptische geschiedenis.

## Ontcijfering vanaf 1822
Enkele hiërogliefen waren door vergelijking met o.a. Griekse bronnen al eerder ontcijferd, vooral door Thomas Young, die ze had afgeleid uit de namen van bepaalde farao's. Het basisprincipe van het hiërogliefenschrift werd echter ontdekt in september 1822 door Jean-François Champollion, waarna de meeste hiërogliefenteksten geleidelijk konden worden ontcijferd.
Op de Steen van Rosetta, een edict uit de tijd van Ptolemaeus V Epiphanes, staan drie versies van hetzelfde edict in hiërogliefenschrift, Demotisch en Grieks. Deze steen vormde zeer onrechtstreeks de aanleiding die leidde tot de ontcijfering van het hiërogliefenschrift door Champollion. Toen Champollion vaststelde dat een woord uit verschillende hiëroglifische tekens kan bestaan, aangezien er in de steen veel meer hiërogliefen voorkomen dan Griekse woorden, probeerde hij een aantal van die tekens op zich te lezen. Daarbij ging hij uit van de naam Ptolemaios en stelde vast dat de "p" en de "t" zowel in dat woord als in het woord "Ptah" voorkomen. Omdat hij reeds in 1813 tot het inzicht was gekomen dat klinkers niet altijd worden geschreven, zoals in het modern Arabisch, was zijn veronderstelling dat er mogelijk niet Ptolemaios stond, maar "PTOLMYS".
| p · t |

| p · t |

| wA |

| wA |

| l · M |

| l · M |

| i |

| i |

| i |

| i |

| s |

| s |

Hij controleerde die hypothese nu door het woord Cleopatra op een obelisk van Philae (verzameling Bankes te Kingston Lacy) op te zoeken, en zag dat er inderdaad gemeenschappelijke tekens waren. Maar er bleek ook een aantal nieuwe waarden te zijn. Zijn gevolgtrekking daaruit luidde dat er homofone (gelijkluidende) tekens zijn met dezelfde klankwaarden, maar dat die door verschillende hiërogliefen voorgesteld kunnen worden. Zo identificeerde hij 12 letters. Hij ontdekte ook de determinatieven in de zin van onuitgesproken tekens, waarmee het karakter van een bepaald woord of tekenreeks kan worden geïdentificeerd.
Op 14 september 1822 ontcijferde Champollion zo de farao-namen Thoetmozes en Ramses, die overigens niet uit de Steen van Rosetta afkomstig waren, maar uit inscripties uit de tempel van Aboe Simbel, waarvan hij juist enkele kopieën had ontvangen. Omdat hij wist dat in het Koptisch Ra de naam voor de zon is, las hij het zonnetje als Ra en de s kende hij reeds uit Ptolmys. Uit Ra.ms.s (Ramesses) leerde hij ook de tweelettertekens voor r' en ms. Daarmee had Champollion het gecompliceerde basisprincipe van de hiërogliefen begrepen, en kon hij die werkwijze verder uitbouwen. Enthousiast rende Champollion, naar zijn broer Jacques Joseph, die hem in zijn lange zoektocht had bijgestaan, en riep uit: "Je tiens l'affaire!" ("Ik heb het!"), waarna hij van inspanning in elkaar stortte. Champollion lag daarna vijf dagen op bed voordat hij in staat was om zich te wijden aan zijn belangrijke voordracht over het principe van het hiërogliefenschrift op 27 september 1822 in Parijs. Champollion had zijn doel bereikt na een jarenlange studie van het oud-Koptisch, Perzisch, Grieks, Arabisch en andere verwante talen, die hij zich al zeer vroeg in zijn leven had eigen gemaakt.

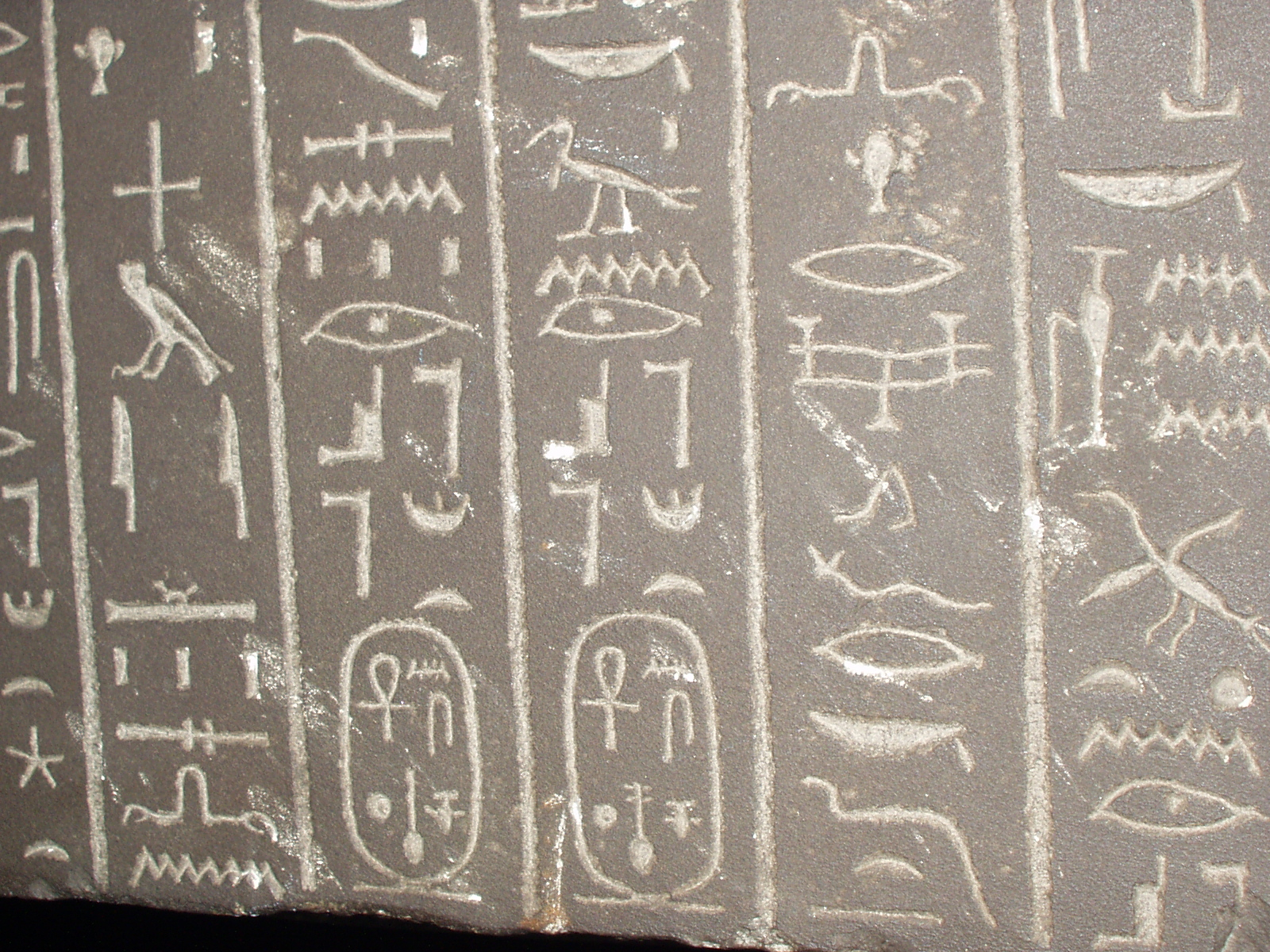
Hiërogliefen op een sarcofaagdeksel in het British Museum

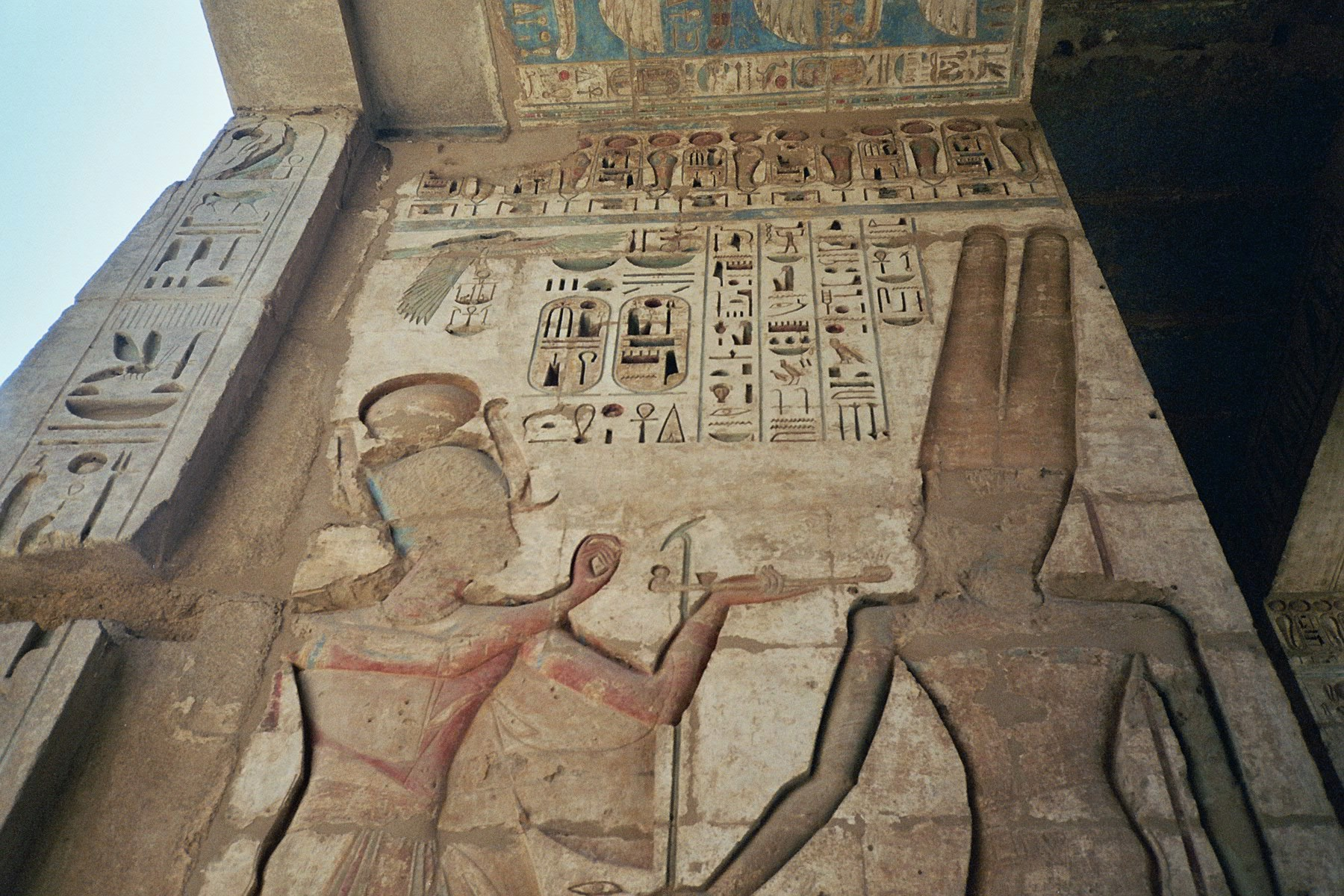
Cartouches in de tempel van Medinet Haboe

Zijn Engelse rivaal Thomas Young had al opgemerkt dat koningsnamen in een soort cirkel (een cartouche) geschreven worden. Dit is een ander voorbeeld van een determinatief. De cartouche als ideogram heeft zelf de waarde rn en betekent 'naam', maar als determinatief geeft zij aan dat de tekens die erin geschreven zijn de naam van een koning voorstellen. Young kon echter niet geloven dat het schrift ook fonetische elementen bevatte en zo ging de eer van de ontcijfering naar Champollion.
Dr. Okasha El Daly stelt dat de Arabische geleerde Ibn Wahshiyya  er in de 10de eeuw al in slaagde om het hiërogliefenschrift grotendeels te ontcijferen. Dit deed hij door de hiërogliefen in verband te brengen met de Koptische taal, die toentertijd in Egypte nog gebruikt werd door Koptische priesters. Ibn Wahshiyya ontdekte, zoals Champollion acht eeuwen later, dat hiërogliefen niet (alleen) ideogrammen zijn, maar ook klanken uitbeelden. Zijn boek, Kitab Shawq al-Mustaham, werd in 1806 vertaald door de Oostenrijker Joseph Hammer.
Sommige eigenaardigheden van het schrift werden pas veel later duidelijk. Zo wordt bijvoorbeeld de volgorde waarin de tekens gespeld worden voor een deel bepaald door wat zij voorstellen. Het woord voor koning is 'nysut', maar het teken voor 'sut' wordt eerst geschreven omdat het een heilige plant voorstelt. Heel lange tijd dacht men daarom dat koning 'suten' was in plaats van 'nysut'.
Ook kan een tekst zowel van links naar rechts als van rechts naar links gelezen worden. Men kijkt dan naar richting van de hiërogliefen (de kant die zij 'opkijken'), om te weten waar het tekstbegin is. Aangezien er in veel gevallen - vooral in koningsgraven en tempels - symmetrie werd nagestreefd, komt het vaak voor dat twee reeksen hiërogliefen tegen elkaar in gelezen moeten worden. Bijvoorbeeld op de ene muur van links naar rechts en op tegenovergestelde of aangrenzende muur van rechts naar links.
Om te weten of een pictogram letterlijk genomen moet worden, kijkt men of er een klein verticaal streepje (ideogramstreep) onder staat. Indien dat niet het geval is moet het teken als een fonogram gelezen worden. Met drie streepjes wordt een meervoudsvorm aangegeven, met twee streepjes een dualis.
In de egyptologische uitspraak van het schrift vult men de ontbrekende klinkers zo veel mogelijk met een 'e' (sjwa) op, tenzij er een alef, y of w in het woord voorkomt, dan wordt soms een a, i of u gebruikt. Soms wordt de 'ain ook wel als o weergegeven. Er zijn pogingen geweest de ontbrekende (korte) klinkers op te vullen vanuit het Koptisch, dat wel klinkers kent, maar dat is van zo veel latere tijd dat zo'n reconstructie vaak niet betrouwbaar is. Het is dus beter om de zonneschijf itn als 'aten' of 'iten' weer te geven dan als 'aton'. Ook Amon is eigenlijk imn, dus Amen of Imen zou juister zijn.
De Nederlandse egyptoloog Huub Pragt heeft een videoreeks ontwikkeld met een uitleg over het Egyptische Hiërogliefenschrift aan de hand van voorwerpen uit de collectie van het Rijksmuseum van Oudheden te Leiden.

### Computer
Egyptische hiërogliefen zijn in 2009 toegevoegd aan Unicode (de reeks U+13000 t/m U+1342F). Er wordt gewerkt aan het toevoegen van meer tekens en coderingen voor het rangschikken van hiërogliefen in Unicode. De tekens werden door Oudegyptische schrijvers zo gerangschikt dat ze gezamenlijk min of meer een vierkant opvullen; tekstverwerkers zijn niet standaard uitgerust met deze mogelijkheid. Ook zijn er zoveel tekens dat ze in verschillende sets opgedeeld moeten worden.
Hiërogliefen-tekstverwerkers maken gebruik van de hiërogliefenlijst van Gardiner en/of de uitgebreide hiërogliefenlijst van de Manuel de Codage. Voor tekstverwerking in hiërogliefen bestaan de volgende programma's:
- WinGlyph / MacScribe (voor oudere Windows- en MacOS-versies)[11]
- Wikihiero[12]
- JSesh[13]

In juli 2013 waren er vier digitale lettertypen die het gebruik van Unicode-hiërogliefen ondersteunen: Aegyptus, NewGardiner, Noto Sans Egyptian Hieroglyphs en JSeshFont. Het lettertype Segoe UI Historic, meegeleverd met Windows 10, bevat ook Egyptische hiërogliefen (maar zonder drie tekens die een fallus afbeelden: Gardiner D52, D52A en D53 = Unicode U+130B8 t/m U+130BA).